# Gelena Topilina
Gelena Dmitrievna Topilina (em russo:  Гелена Дмитриевна Топилина; Moscou, 11 de janeiro de 1994) é uma nadadora sincronizada russa, campeã olímpica em 2016 por equipes.

## Carreira
Topilina representou seu país nos Jogos Olímpicos de 2016, ganhando a medalha de ouro por equipes.